# Julie Le Breton
Julie Le Breton (1975 en Arvida, Quebec) es una actriz canadiense. La mayor parte de su filmografía se centra en producciones francófonas.

## Filmografía
Su carrera empezó en 1998 en televisión con la serie Watatatow. En cuanto a la gran pantalla es conocida a nivel internacional por su papel de Lucille Richard en Maurice Richard, dirigida en 2005 por Charles Binamé. Con este trabajo fue nominada a un premio Jutra y ganadora a un Gemie a la Mejor Actriz de Reparto.
Otras producciones destacadas fueron Nos Étés y François en série con las que fue nominada a un Gémaux en 2008 a la Mejor Actriz.

## Nominaciones y premios
- Premio Genie, 2007, Premio a la Mejor Actriz Maurice Richard
- Premio Jutra, 2007, Nominada a la Mejor Actriz The Rocket
- Premio Gémaux, 2008, Nominada a la Mejor Actriz de Reparto en Serie Televisiva Nos Étés
- Premio Gémaux, Nominada a la Mejor Actriz en Producción de Comedia François en série